# Skanderborg Håndbold
Maillots
Actualités
Dernière mise à jour : 4 septembre 2019.
Le Skanderborg Håndbold est un club danois de handball basé à Skanderborg dans le Jutland central. Pour la saison 2018-2019, le club évolue à la fois en Championnat du Danemark masculin de handball et en Championnat du Danemark féminin de handball.

## Histoire
Le Skanderborg Håndbold ou anciennement Vrold-Skanderborg Håndboldklub fut fondé en 1982, le club se retrouve parmi l'élite du handball danois lors de la saison 2010-2011.
Lors de sa première saison au plus haut niveau, le Skanderborg Håndbold termina onzième, soit troisième non relégable.
Et reste depuis dans le bas du classement, flirtant avec la relégation.

## Effectif actuel masculin
| N° | Poste | Nom                | Naissance           | Taille | Arrivée | Club précédent        | Sélection |
| -- | ----- | ------------------ | ------------------- | ------ | ------- | --------------------- | --------- |
| 1  | GB    | Kristoffer Laursen | 08/05/1989 (30 ans) | 1,96 m | 2015    | Skjern Håndbold       | -         |
| 12 | GB    | Salah Boutaf       | 22/03/1999 (21 ans) | 1,92 m | 2019    | Odder Håndbold        | -         |
| 4  | ALG   | Lars Skaarup       | 18/04/1992 (27 ans) | 1,85 m | 2018    | Bjerringbro-Silkeborg | -         |
| 10 | ALG   | Jeppe KjærulffH    | 21/12/1995 (24 ans) | 1,90 m | 2012    | Formé au club         | -         |
| 3  | ALD   | Jonas Samuelsson   | 10/04/1991 (28 ans) | 1,93 m | 2018    | HC Midtjylland        | Suède     |
| 15 | ALD   | Mike Haack         | 11/04/1996 (23 ans) | 1,84 m | 2016    | Formé au club         | -         |
| 6  | DC    | Kristian Bonefeld  | 16/07/1994 (25 ans) | 1,95 m | 2016    | TM Tønder             | -         |
| 9  | DC    | Morten Olesen      | 13/01/1988 (32 ans) | 1,81 m | 2011    | Mors-Thy Håndbold     | -         |
| 20 | DC    | Morten Balling     | 12/08/1987 (32 ans) | 1,89 m | 2017    | Skjern Håndbold       | -         |
| 18 | ARG   | Marcus Mørk        | 20/10/1987 (32 ans) | 1,90 m | 2018    | Cavigal Nice HB       | Danemark  |
| 21 | ARG   | Mathias Smed       | 09/03/1995 (25 ans) | 1,92 m | 2014    | Formé au club         | -         |
| 23 | ARG   | Cornelius Aastrup  | 05/05/1995 (24 ans) | 1,94 m | 2018    | Skjern Håndbold       | -         |
| 11 | ARD   | Thomas Arnoldsen   | 11/01/2002 (18 ans) | 1,88 m | 2019    | Formé au club         | -         |
| 14 | ARD   | Magnus Haubro      | 19/08/2001 (18 ans) | 1,87 m | 2019    | Formé au club         | -         |
| 24 | ARD   | Mathias Bitsch     | 25/01/1996 (24 ans) | 1,93 m | 2018    | Skive fH              | -         |
| 2  | PVT   | Nikolaj A. Nielsen | 26/11/1991 (28 ans) | 1,94 m | 2016    | Randers HK            | -         |
| 7  | PVT   | Mads Kalstrup      | 13/11/1992 (27 ans) | 1,86 m | 2018    | Aarhus Håndbold       | -         |